# Schizoscelus ornatus
Schizoscelus ornatus is een vlokreeftensoort uit de familie van de Parascelidae. De wetenschappelijke naam van de soort is voor het eerst geldig gepubliceerd in 1879 door Claus.